# Надпровідний магніт

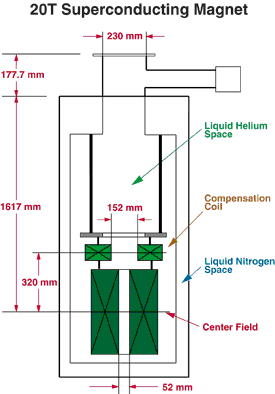
Схема надпровідного магніту в 20 Т в Лос-Аламоської лабораторії

Надпровідний магніт — електромагніт, в якому струм, що створює магнітне поле, протікає в основному по надпровіднику, внаслідок чого омічні втрати в обмотці надпровідного магніту дуже малі. Надпровідники другого роду можна застосовувати на практиці як важливий елемент в конструкції магнітів для створення постійних сильних полів. 
 Надпровідний магніт набуває свої надпровідні властивості тільки при низьких температурах, для цього його вміщують в посудину Дьюара, заповнену рідким гелієм, яку в свою чергу вміщують в посудину Дьюара з рідким азотом (щоб мінімізувати випаровування рідкого гелію).
Сили, що діють на діамагнітні об'єкти від звичайного магніту, занадто слабкі, проте в сильних магнітних полях надпровідних магнітів діамагнітні матеріали, наприклад шматочки свинцю, можуть парити, а оскільки вуглець і вода є речовинами діамагнітними, в потужному магнітному полі можуть парити навіть органічні об'єкти, наприклад живі жаби і миші.
Найбільшим на 2014 рік є надпровідний магніт, який використовується в центральній частині детектора CMS Великого адронного колайдера.

## Застосування
Надпровідні магніти використовуються в ЯМР- томографах (ЯМР — ядерний магнітний резонанс) і в високопольних ЯМР спектрометрах.
Також надпровідні магніти використовуються в поїздах на магнітній подушці.
У ITER використовуються надпровідні магніти, що охолоджуються гелієм.
Надпровідний магніт є частиною установки «Експеримент з левітуючим диполем» (The Levitated Dipole eXperiment — LDX).
Прискорювач «нуклотрон» створений на основі технології надпровідних магнітів, запропонованої і розвиненої в Лабораторії високих енергій, яка в даний час носить ім'я академіків В. І. Векслера і А. М. Балдіна.
27 квітня 2007 року в тунелі Великого адронного колайдера був встановлений останній надпровідний магніт. У 2010 році саме надпровідні магніти, а точніше якість їх електричних контактів, були причиною невивода колайдера на проектну енергію 7 ТеВ тераелектронвольт. Всього на ВАКу використовується тисяча двісті тридцять два надпровідних дипольних магнітів. Вони створюють магнітне поле аж до 8,2 Т.
Одним із преспективних застосувань надпровідних магнітів є надмісткі накопичувачі енергії. Наприклад, в магнітному полі тороїдальної обмотки обмотки ТОКАМАКа запасається 600 МДж енергії, або 166 кВт*год, енергія магнітного поля реактора ITER — 41 ГДж (близько 11 тис. кВт*год). Надпровідний магніт може зберігати накопичену енергію як завгодно довго.

## В культурі
У серіалі «Південний парк» в епізоді 1306 «Соснове дербі» батько Стена, щоб допомогти йому виграти перегони викрадає з ЦЕРНу надпровідний магніт. Під час заїзду машинка раптово прискорюється і виходить в космос, і при цьому досягає так званої «варп-швидкості» (перевищує швидкість світла).